# خميس حمود
خميس حمود مهنا هو لاعب كرة قدم ومدرب عراقي، ولد في 3 أيار 1964، لعب لأندية عراقية وشارك مع المنتخب العراقي الوطني في تصفيات كأس العالم 1986 بالمكسيك، ودرّب بعد اعتزاله كرة القدم.

## سيرته الشخصية
ولد في 3 أيار عام 1964م، حصل على شهادة البكالوريوس في التربية الرياضية من جامعة بغداد عام 1986، وهو متزوج ولديه ثلاثة أولاد.

## مسيرته الكروية
بدأ مسيرته الكروية عام 1982 مع نادي الأعظمية، ثم انتقل إلى نادي الصناعة عام 1983، حيث لعب موسمين. في عام 1985، انضم إلى نادي الشرطة ولعب معه سبع سنوات كانت من أبرز محطاته الكروية. في عام 1992، غادر الشرطة بسبب خلاف مع إدارة النادي وانتقل إلى نادي الكرخ، و لعب لموسمين حتى عام 1994، ثم عاد إلى نادي الصناعة. أنهى مسيرته الكروية مع نادي الجيش عام 1995، وبعدها اضطر للاعتزال بسبب الإصابة.
على المستوى الدولي، بدأ مشواره مع المنتخب العراقي للشباب عام 1984 عندما شارك ببطولة آسيا للشباب في السعودية. في نفس العام، تم استدعاؤه إلى المنتخب الوطني العراقي وشارك في تصفيات كأس العالم 1986 بالمكسيك، لكنه لم يتمكن من المشاركة في النهائيات بسبب الإصابة. وشارك في الدورة الآسيوية العاشرة في سيؤول عام 1986، بالإضافة إلى تصفيات أولمبياد سيؤول 1988. تعرض للاستبعاد من البطولة الأولمبية بسبب خطأ في مباراة ودية ضد بارتيزان اليوغسلافي، مما أدى إلى نهاية مسيرته الدولية.

## مسيرته التدريبية
بعد اعتزاله لعب كرة القدم، بدأ مسيرته التدريبية عام 1996 مع نادي الحرية، قاده للصعود إلى دوري الدرجة الأولى. في عام 1997، انتقل إلى الأردن لتدريب نادي منشية بني حسن، ثم انتقل عام 1999 إلى ليبيا لتدريب النادي الأفريقي لمدة ثلاث سنوات.
في عام 2003، عاد إلى العراق، لكنه لم يتمكن من تدريب أي فريق بسبب الأوضاع السياسية والاقتصادية حتى عام 2007، تولى تدريب نادي الرمادي. رغم بعض الصعوبات الإدارية والمادية، استمر مع الفريق وسعى إلى تحقيق نتائج إيجابية في الدوري العراقي.